# Maria Herman
Maria z Tańskich Herman (ur. 1 kwietnia 1803 w Puławach, zm. 28 kwietnia 1830 w Warszawie) – polska rysowniczka i litografka, jedna z pierwszych kobiet w Polsce zajmujących się litografią.

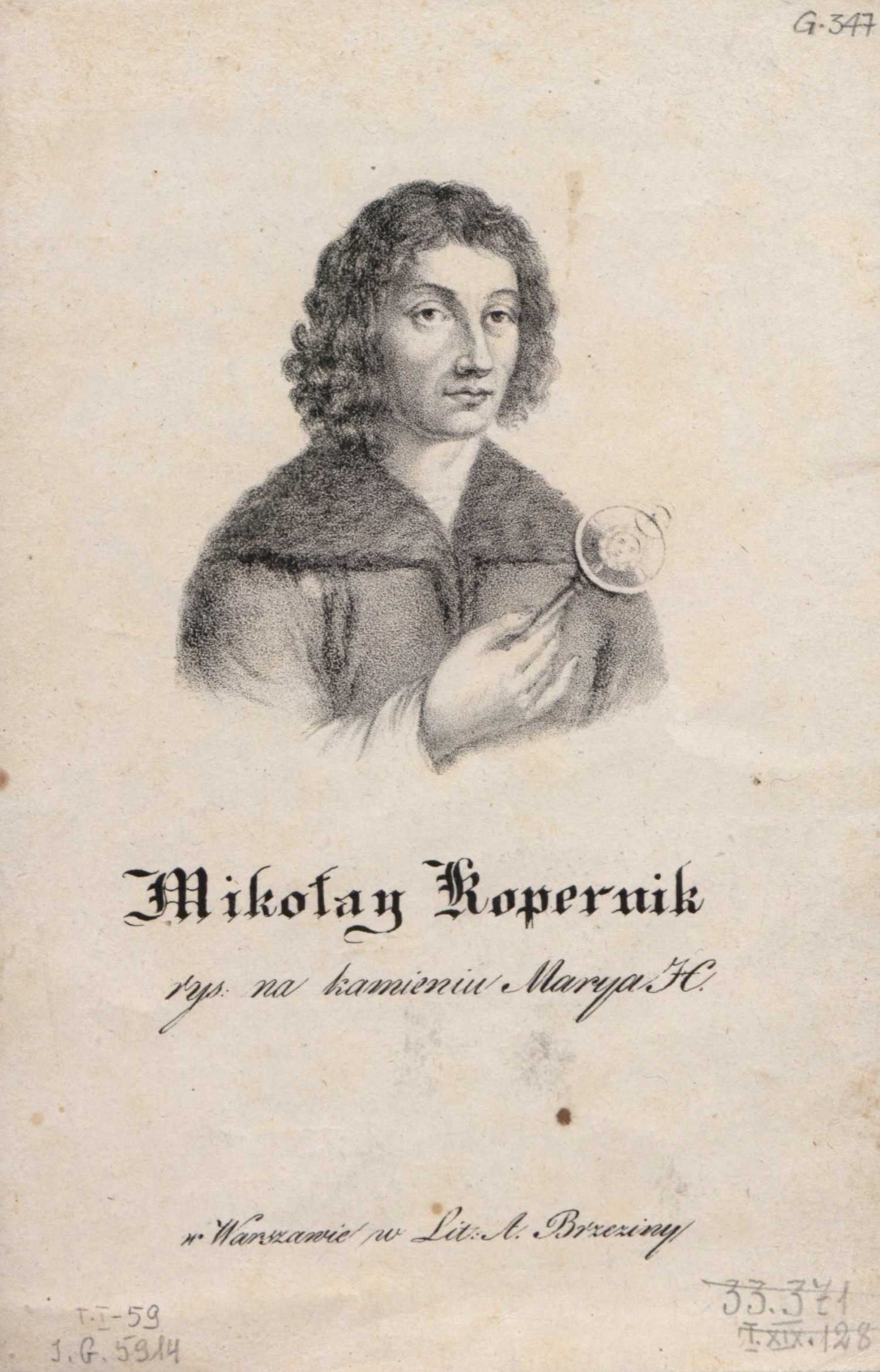
Maria Herman, Mikołaj Kopernik, 1825, Biblioteka Narodowa

## Życiorys
Córka poety Ignacego Tańskiego i Marianny Czempińskiej. Była siostrą Klementyny z Tańskich Hoffmann i Aleksandry Tarczewskiej. Pierwsze lata dzieciństwa spędziła w Wyczółkach pod Sochaczewem, ok. 1812 roku przeniosła się do Warszawy. W 1822 roku wyszła za mąż za Hermana, warszawskiego przemysłowca i kupca żydowskiego pochodzenia.

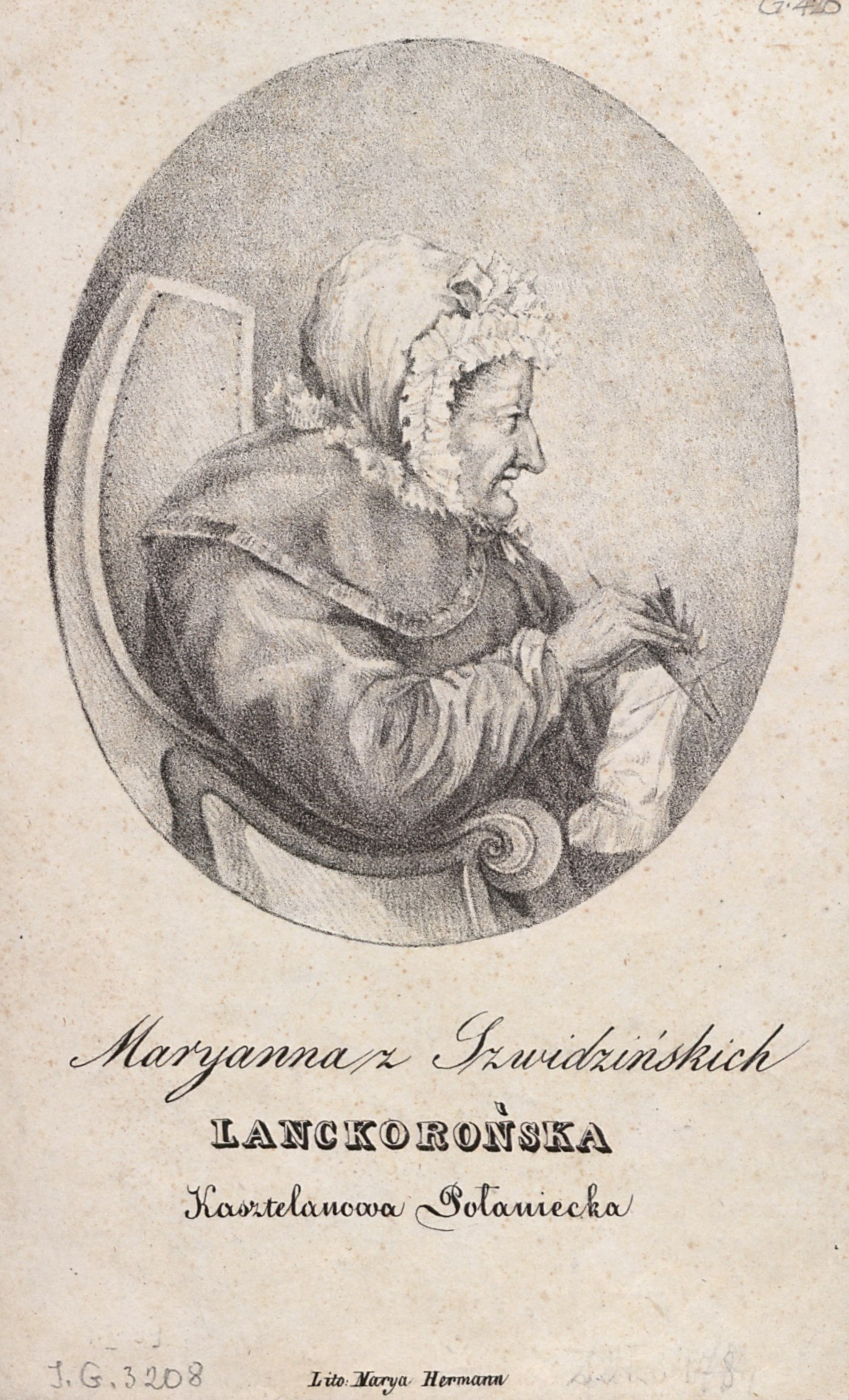
Maria Herman, Maryanna ze Szwidzińskich Lanckorońska, przed 1830, Biblioteka Narodowa

## Działalność artystyczna
Jej pierwszym nauczycielem rysunku był Antoni Blank. Uczęszczała do szkoły malarstwa dla kobiet Henryki Beyer. W latach 1824–1828 do wydawanego przez Klementynę Hoffmanową pisma Rozrywki dla dzieci litografowała portrety ilustrujące teksty, m.in. Marianny ze Świdzińskich Lanckorońskiej, Stanisława Małachowskiego, Tadeusza Matuszewicza, Adama Naruszewicza, Alozejgo Felińskiego, Franciszka Karpińskiego, Piotra Skargi. Wraz z Antonim Leśniewskim tworzyła litografie do dzieła Krystyna Lacha Szyrmy Anglia i Szkocja. Przypomnienie z podróży roku 1820–1824 odbytej, t. 1-3, W. 1828–1829. Pod pseudonimem Ixina pisała krytyki artystyczne, teatralne, artykuły o synonimach w rękopiśmienniczym czasopiśmie Rozrywki Wieczorne, odczytywanego w latach 1823–1827 w salonie jej najstarszej siostry Aleksandry.

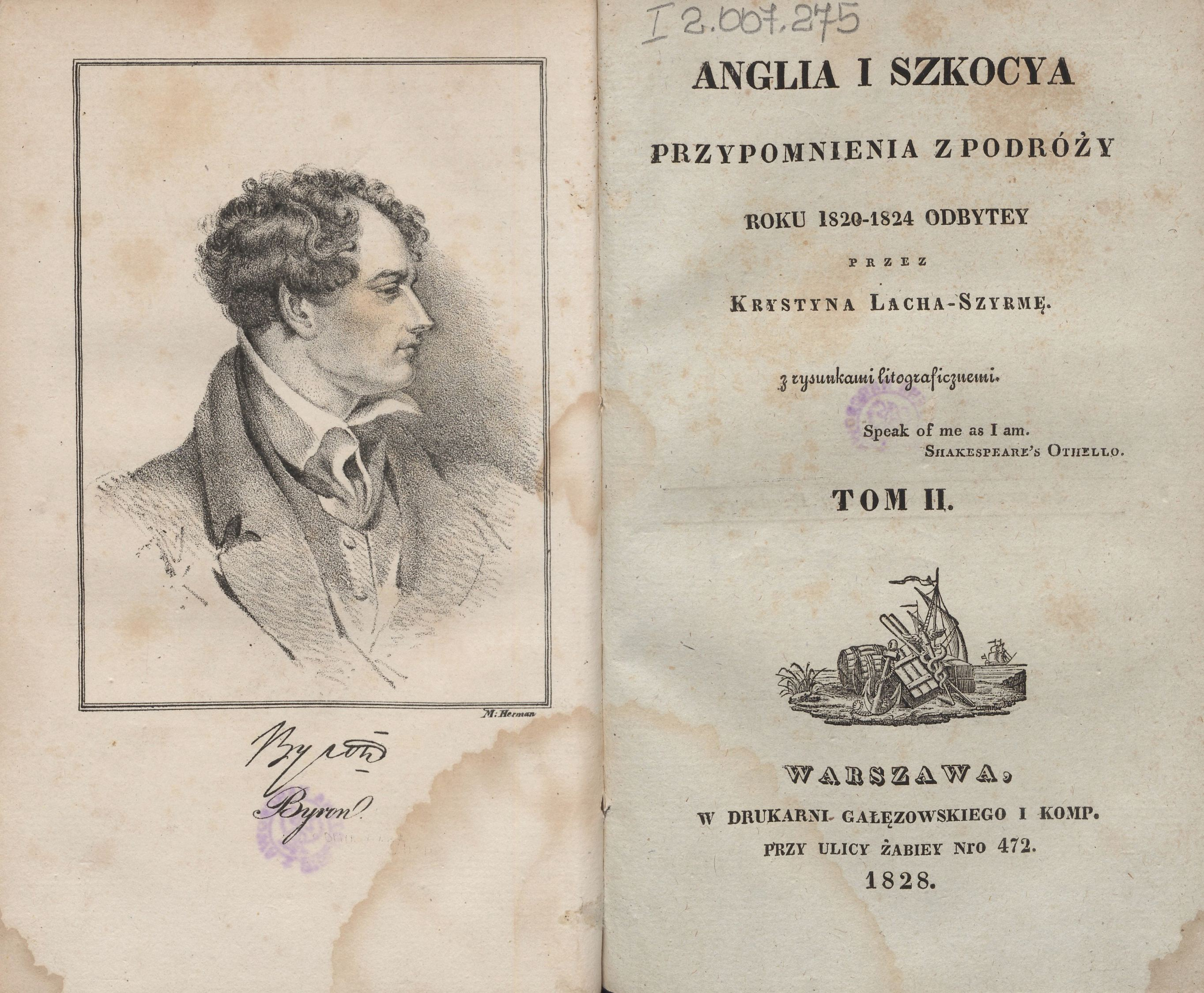
Anglia i Szkocya, strona tytułowa z grafiką Marii Herman, 1828, Biblioteka Narodowa